# Protochondrostoma genei
La lasca (Protochondrostoma genei (Bonaparte, 1839) conosciuta anche come striscia è una specie di pesci ossei d'acqua dolce appartenente alla famiglia Cyprinidae. Si tratta dell'unico membro del genere Protochondrostoma.

## Distribuzione e habitat
La lasca è endemica dei fiumi dell'Italia settentrionale tributari del Po e di alcuni altri corsi d'acqua che sfociano nel mar Adriatico settentrionale compresi quelli che si originano dagli Appennini fino all'Abruzzo a sud (bacino del Vomano). Era autoctona anche in alcuni corsi da'acqua dele bacino adriatico di Slovenia e Croazia dove, però, è ormai ritenuta estinta. È stata introdotta in svariati fiumi della Liguria e dell'Italia centrale nel versante tirrenico dove è presente, fra gli altri, nei bacini dei fiumi Centa, Magra, Arno, Tevere, Ombrone e Liri-Garigliano. Le popolazioni dell'Ombrone, dell'alto Tevere e del Liri-Garigliano sembrano particolarmente abbondanti e talora invasive, al contrario di quanto avviene nell'areale nativo, dove la specie appare in forte declino.
Vive in acque correnti, limpide, con fondo sabbioso o ghiaioso della zona dei ciprinidi a deposizione litofila soprattutto in zone collinari. Può vivere anche nei laghi ma riesce a riprodursi solo in presenza di immissari che possano essere risaliti.

## Descrizione
Questo ciprinide ha un corpo allungato e leggermente schiacciato ai lati, la testa è allungata con occhi grandi. La caratteristica che rende questa specie (e la simile savetta) è la bocca, in posizione infera, ovvero nella parte inferiore del muso, a forma di mezzaluna e con il labbro inferiore corneo. Ha 5 paia di denti faringei. La livrea è argentea più chiara sul ventre, sui fianchi decorre una fascia orizzontale più scura non sempre visibile. Le pinne dorsale e caudale hanno colore grigiastro mentre le pinne pettorali, le pinne ventrali e l'anale sono semitrasparenti con base aranciata, colorazione che si fa più viva durante il periodo riproduttivo, stagione in cui il maschio mostra dei tubercoli nuziali sulla testa e la parte immediatamente retrostante del corpo. È molto simile alla savetta dalla quale si distingue per il corpo più slanciato e meno compresso lateralmente e per la banda scura sui fianchi.

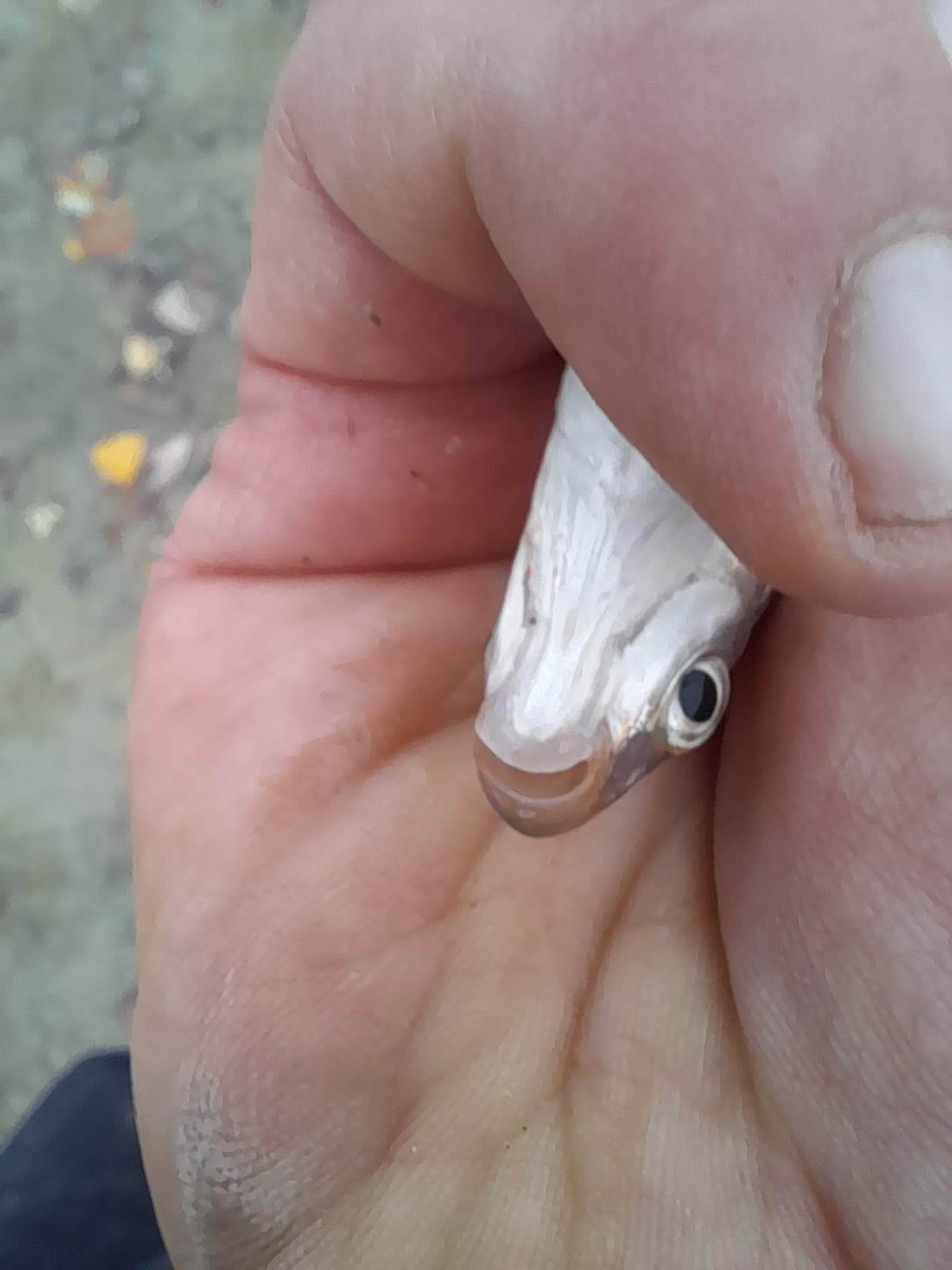
particolare della bocca

Raggiunge i 30 cm di lunghezza ma normalmente misura sui 15–20 cm.

## Biologia

### Comportamento
È un animale gregario che forma vasti banchi anche insieme ad altri ciprinidi.

### Alimentazione
La lasca è onnivora. Si ciba principalmente di larve di insetti e di altri invertebrati bentonici, ma si può nutrire anche di alghe filamentose o incrostanti che gratta dai sassi con la bocca cornea.

### Riproduzione
Avviene tra maggio e giugno: la femmina depone alcune migliaia di uova. In occasione della riproduzione i pesci si riuniscono in banchi ancora più numerosi che effettuano migrazioni a breve raggio per trovare letti di frega idonei, con acqua bassa, corrente sostenuta e fondo ghiaioso, spesso la deposizione avviene nei piccoli affluenti del reticolo secondario. Le uova aderiscono alle pietre e si schiudono dopo circa 10 giorni. La maturità sessuale avviene a due anni di vita.

## Conservazione
Questa specie è ancora relativamente comune sebbene alcune popolazioni siano scomparse e altre si siano fortemente ridotte, inoltre è presente su un ampio areale di introduzione. È minacciata dall'introduzione di specie alloctone sia di predatori come il siluro o l'aspio che di ciprinidi con simile nicchia ecologica come Chondrostoma nasus, responsabile dell'estinzione locale in Slovenia. A causa dell'introduzione di alloctoni è completamente scomparsa dal medio e basso corso del Po. Un'altra importante causa di minaccia è costituita dalla distruzione del suo habitat da parte dell'uomo; è infatti particolarmente sensibile alla costruzione di sbarramenti lungo i corsi d'acqua che limitano le migrazioni a scopo riproduttivo e dagli emungimenti dalle falde e dai fiumi che disseccano i torrenti del reticolo minore impiegati per la riproduzione. D'altra parte nelle regioni in cui è stata introdotta, in cui ha talvolta popolazioni abbondanti che potrebbero fungere da riserva genetica, può essere a sua volta una specie invasiva danneggiando specie endemiche come la rovella e il cavedano etrusco. Tenendo conto della situazione descritta la Lista rossa IUCN classifica questa specie come "a rischio minimo".

## Pesca
È preda tipica della tecnica della passata, ma può abboccare anche alle lenze a fondo. Le esche favorite sono costituite da vermi e da larve di insetti. Le sue carni non hanno alcun valore economico o alimentare, soprattutto per l'enorme quantità di spine.